# Guy Revell
Guy Revell (Toronto, 2 agosto 1941 – 11 marzo 1981) è stato un pattinatore artistico su ghiaccio canadese.

## Palmarès
Coppie con Debbi Wilkes
| Internazionali               | Internazionali | Internazionali | Internazionali | Internazionali | Internazionali | Internazionali |
| Evento                       | 1959           | 1960           | 1961           | 1962           | 1963           | 1964           |
| ---------------------------- | -------------- | -------------- | -------------- | -------------- | -------------- | -------------- |
| Giochi olimpici invernali    |                |                |                |                |                | 2°             |
| Campionati mondiali          |                | 11°            |                | 4°             | R              | 3°             |
| North American Championships | 5°             |                | 3°             |                | 1°             |                |
| Nazionali                    |                |                |                |                |                |                |
| Campionati canadesi          | 1° J           | 3°             | 3°             | 3°             | 1°             | 1°             |
| J = Junior; R = Ritirati     |                |                |                |                |                |                |